# جيمس سيمون
جيمس سيمون (بالألمانية: James Simon)‏ هو عالم موسيقى وملحن وعازف بيانو ألماني، ولد في 29 سبتمبر 1880 في برلين في ألمانيا، وتوفي في أكتوبر 1944 في معسكر أوشفيتز بيركينو في بولندا.

## وصلات خارجية
- جيمس سيمون على موقع ميوزك برينز (الإنجليزية)